# Adicella magna
Adicella magna är en nattsländeart som beskrevs av Douglas E. Kimmins 1959. Adicella magna ingår i släktet Adicella och familjen långhornssländor. Inga underarter finns listade i Catalogue of Life.